# Walther Carl Meiszner
Walther Carl Meiszner, eigentlich Walther Carl Hermann Meißner, (* 12. November 1896 in Berlin; † 15. November 1931 ebenda) war ein deutscher Pianist.

## Biographie

### Familie
Walther Carl Meiszner entstammt der Brandenburgischen Familie Meißner, die sich zuerst Anfang des 18. Jahrhunderts in Bochow bei Groß Kreutz (Havel) nachweisen lässt. Er war Sohn des Arztes und Sanitätsrates Paul Ludwig Konrad Meißner (* 8. Juli 1867 in Schwetz, Westpreußen, † 13. März 1950 in Berlin-Charlottenburg) und der Kaufmannstochter Alma Köhler (* 4. Oktober 1869 in Schwetz, † 23. November 1935 in Berlin-Charlottenburg). Der Vater war zunächst Arzt in Neuenburg (Westpreußen) gewesen und seit 1920 in Charlottenburg ansässig. Meiszners Tante war die Konzertsängerin Lucie Martha Mathilde Meißner (* 13. Juni 1862 in Schwetz, † 8. Dezember 1898 in Berlin), die in Berlin Klavier und Gesang studiert hatte, dort mit glänzenden Rezensionen (u. a. in der Berliner Singakademie vor Kaiser Wilhelm I.) auftrat, bis sie sich auf einer Konzertreise in ihre Vaterstadt Schwetz/Weichsel infolge einer Erkältung eine Stimmbanderkrankung zuzog und niemals wieder öffentlich singen konnte.

### Ausbildung und Werdegang
Walther Carl Meiszner besuchte die höhere Privatschule in Neuenburg (Westpreußen), dann das Gymnasium in Graudenz. An der Universität Berlin nahm er zunächst ein Jurastudium auf, das er abbrach, um sich seiner künstlerischen Laufbahn zu widmen.
Seine Musikausbildung hatte Meiszner von 1913 bis 1914 bei W. Elisat in Graudenz, dann von 1914 bis 1915 am Westpreußischen Konservatorium in Danzig erhalten. Von 1915 bis 1916 und 1918 bis 1922 studierte er in Berlin bei A. Stark und Moritz Mayer-Mahr Klavier sowie bei Ernst Schauß und Alexander von Fielitz (Theorie). 1916 bis 1918 war Meiszner Kriegsteilnehmer und erhielt die 1919 Rote-Kreuz-Medaille. Ab 1920 war er Klavierlehrer am Stern’schen Konservatorium in Berlin, ab 1922 unternahm er Konzertreisen, die ihn nach Dänemark, Schweden, Finnland, Polen, die ČSR, nach Ungarn, Jugoslawien, Norwegen und England führten. Der Komponist Mark Lothar war von 1921 bis 1926 sein Klavierschüler. Am 17. Juli 1926 heiratete er die japanische Sopranistin Hatsue Yuasa, als deren ständiger Klavierbegleiter er in der Folge auftrat. Aus nicht bekannten Umständen verstarb Meiszner bereits kurz nach seinem 35. Geburtstag. Seine Ehe mit Hatsue Yuasa blieb kinderlos.

## Künstlerisches Wirken
Meiszner war unter anderem als Chopin-Interpret bekannt, widmete sich jedoch künstlerisch einem weiten Spektrum von Komponisten, das von Bach bis zu Debussy und Zeitgenossen wie Ravel und Poulenc reichte, wovon Konzertprogramme Zeugnis ablegen. Trotz seines frühen Todes konnte Meiszner von 1922 bis 1930 eine Reihe von Schallplatten für die Firmen Lindström/Odeon, Homocord, Vox und Artiphon einspielen, in denen er teils solistisch, teils begleitend oder kammermusikalisch mit dem Detroiter Violinisten Earl William Morse (* 27. September 1888 in Saginaw, Michigan), mit Dajos Béla oder dem Cellisten Felix Robert Mendelssohn (* 27. September 1896 in Berlin; † 15. Mai 1951 in Baltimore, USA) auftrat.
Nach Auskunft der Schallplattenetiketten verwendete er bei zumindest einem Teil seiner Aufnahmen Instrumente der Berliner Klavierfabrik G. Schwechten.

## Tondokumente (Beispiele)
- Adagio (Larghetto) / von Mozart. Felix Robert Mendelssohn, Cello-Virtuose. Begleitung: am Schwechtenflügel Walther Carl Meiszner. Homocord 8182 (mx. M 50899), im wax: C17C; A 9 4 23.

- Barock / von Ludwig Mendelssohn. Felix Robert Mendelssohn, Cello-Virtuose. Begleitung: am Schwechtenflügel Walther Carl Meiszner. Homocord 8182 (mx. M 50900), im wax: C17C; A 9 4 23.

- Fantasie aus Rigoletto (Verdi) Walther Carl Meiszner am Schwechtenflügel. Homocord B.8269 (mx. M 50932), im wax: A 10 3 27.

- Fantasie aus Carmen (Bizet) Walther Carl Meiszner am Schwechtenflügel.  Homocord B.8269 (mx. M 50933), im wax: A 28 2 27.

- La Serenata - Leggenda valacca (Gaetano Braga / Marco M. Marcello) Dajos Béla-Trio [d. i. Dajos Béla, Violine, Felix R. Mendelssohn, Violoncello, Walther Carl Meiszner, Klavier] Odeon AA 79706 / O-7060 (mx. xxBo 7761)

- Ombra mai fu, Arioso aus “Serse” (Georg Fr. Haendel) Dajos Béla-Trio [d. i. Dajos Béla, Violine, Felix R. Mendelssohn, Violoncello, Walther Carl Meiszner, Klavier] Odeon AA 79715 / O-7060 (mx. xxBo 7764), aufgen. Januar 1923.[4]

- Adagio (Wolfgang A. Mozart) Felix Robert Mendelssohn, Violoncello. Am Schwechtenflügel Walther Carl Meiszner. Odeon AA 79030 / O-6217 (mx. xxBo 7765), aufgen. Jan. 1923.

- Im alten Stil (L. Mendelssohn) Felix Robert Mendelssohn, Violoncello. Am Schwechtenflügel Walther Carl Meiszner. Odeon AA 79030 / O-6217 (mx. xxBo 7766), aufgen. Jan. 1923.[5]